# Heinrich Reimann

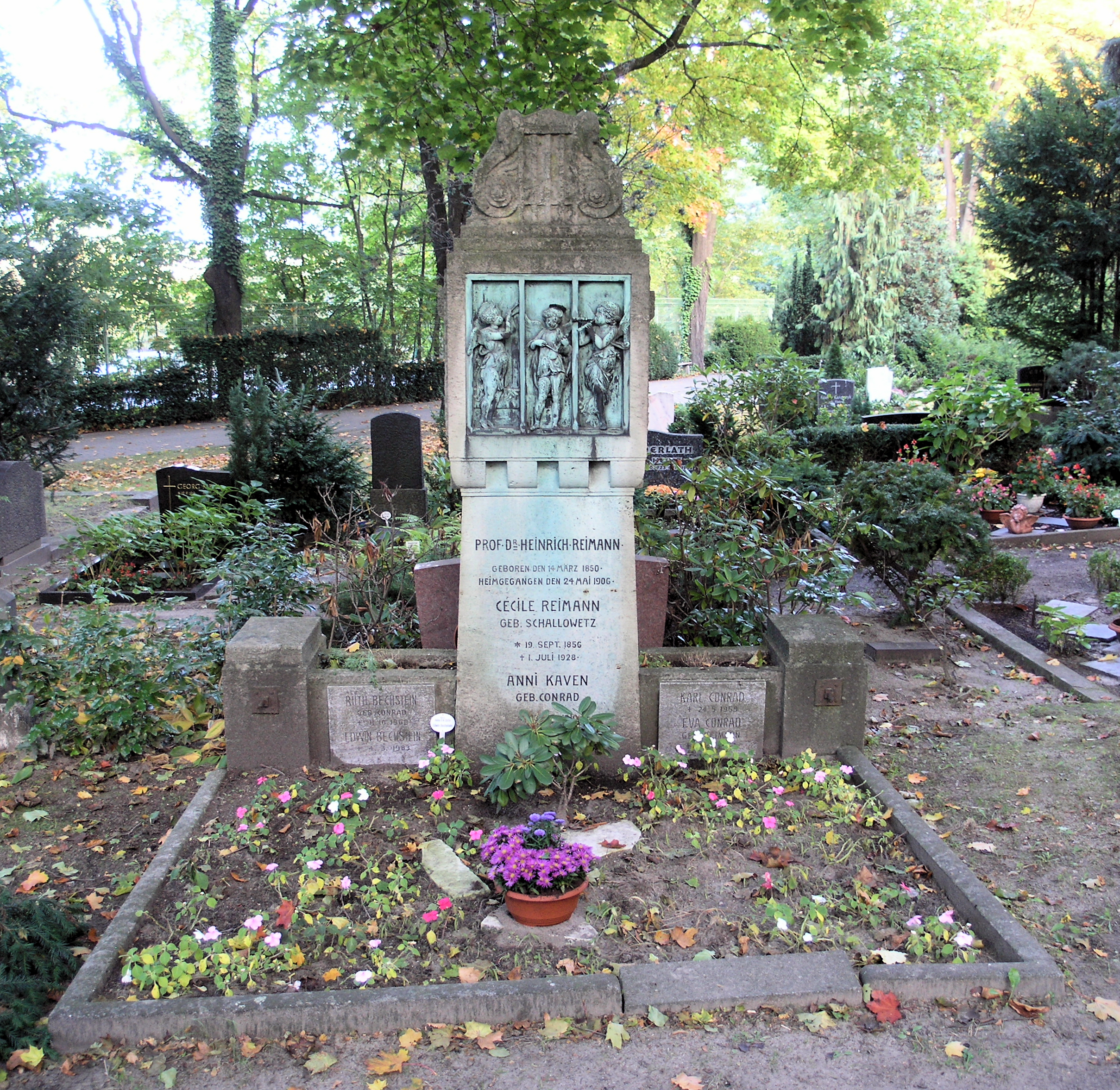
Reimanns gravplats i Berlin.

Heinrich Reimann, född 12 mars 1850 i Rengersdorf, Schlesien, död 24 maj 1906 i Berlin, var en tysk musiker och musikvetare. 
Reimann blev filosofie doktor 1875 och var gymnasielärare, tills han 1886 helt övergick musiken. Han bosatte i Berlin 1887, var till 1895 organist vid Filharmoniska sällskapet och en tid lärare vid Karl Klindworths och Xaver Scharwenkas musikkonservatorium, blev 1895 organist vid kejsar Vilhelms minneskyrka och fick 1897 professors titel. 
Reimann skrev bland annat biografierna Robert Schumanns Leben und Werke (1887), Johannes Brahms (1897; tredje upplagan 1893; första numret i den av honom utgivna samlingen "Berühmte Musiker") samt de postumt utgivna Johann Sebastian Bach (1908) och Hans von Bülow (1909), vidare Zur Theorie und Geschichte der byzantinischen Musik (1889, i "Vierteljahrsschrift für Musikwissenschaft") och Musikalische Rückblicke (två band, 1900). 
Reimann stiftade 1898 ett Bachsällskap, komponerade åtskilligt och utgav samlingar av äldre visor i bearbetning med pianoledsagning: "Das deutsche Lied" (fyra band), "Internationales Volksliederbuch" (tre band) samt "Das deutsche geistliche Lied" (sex band).